# Johann Ernst Glück
Johann Ernst Glück (10. november 1654 i Wettin i Sachsen-Anhalt – 5. maj 1705 i Moskva i Det Russiske Kejserrige)
var en tyskfødt oversætter og luthersk teolog, der var aktiv i Livland, på den tid en del af Det Russiske Kejserrige.

## Biografi
Glück blev født som søn af en pastor, og efter endt skolegang ved latinskolen i Altenburg, studerede han teologi, retorik, filosofi, geometri, historie, geografi og latin i Wittenberg og Jena. Glück er kendt for at have oversat Bibelen til lettisk, en opgave han fuldførte, mens han boede i Marienburg i Livland, i den bygning som i dag rummer Alūksne Museum, som etableredes for at ære hans værk. Glück grundlagde også de første lettisk-sprogede skoler i Livland i 1683.
Glück havde fire døtre, en søn, og en steddatter ved navnet Marta Skavronska, som giftede sig med Peter den Store af Rusland, og som er bedst kendt som kejserinde Katarina 1. af Rusland.